# German Jazz Trophy

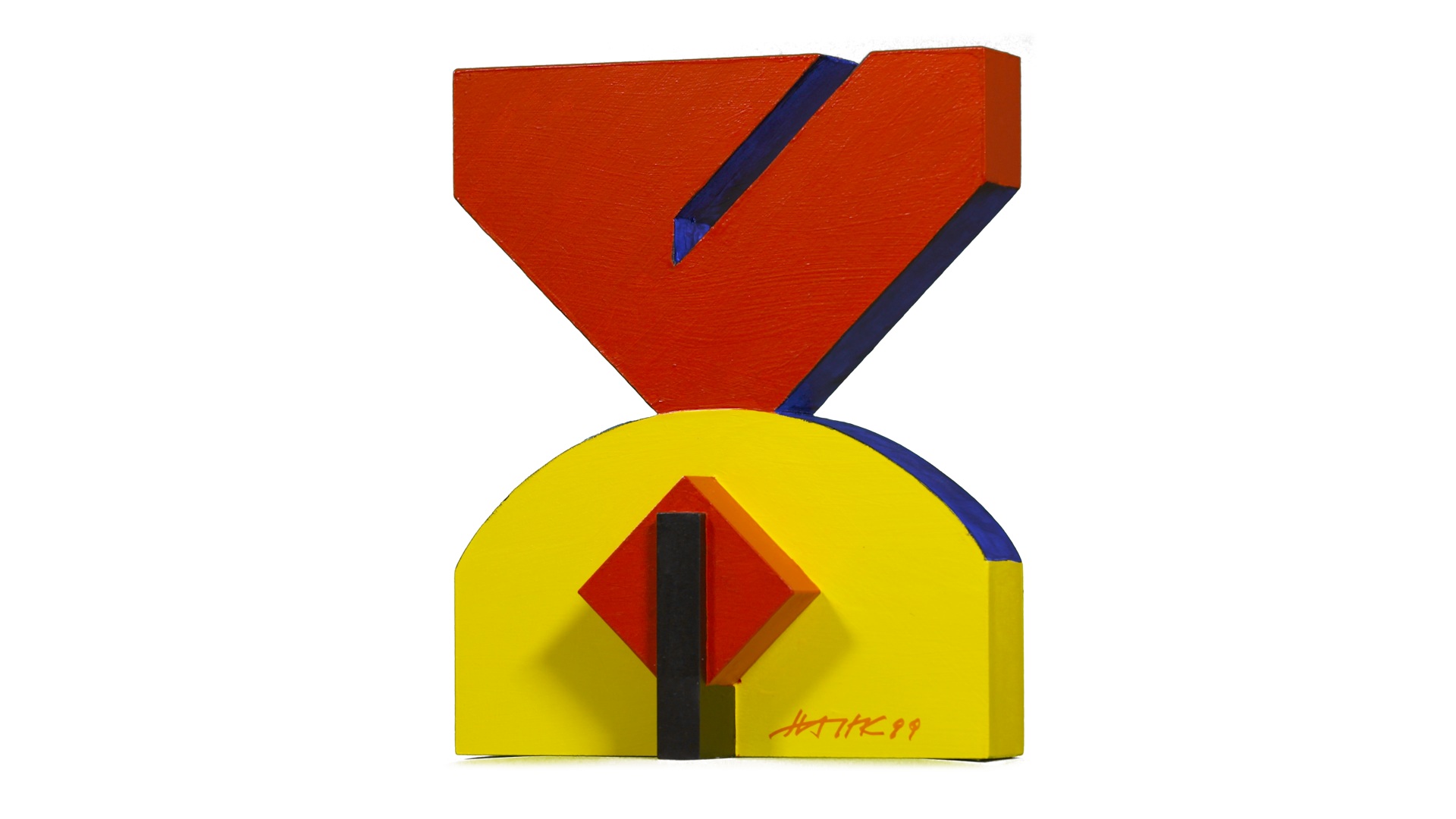

Unter dem Motto „A Life for Jazz“ („Ein Leben für Jazz“) zeichnet die German Jazz Trophy Musiker aus, die durch ihr Lebenswerk dem Jazz neue Impulse gegeben und seinen Stellenwert gefördert haben. Der Preis wird jährlich gemeinsam von der Stiftung Kunst und Kultur der Sparda-Bank Baden-Württemberg, dem Magazin Neue Musikzeitung und dem Internetportal jazzzeitung.de vergeben. Die mit 15.000 € dotierte Statue wurde vom Stuttgarter Bildhauer Otto Herbert Hajek gestaltet.
Die Preisverleihung erfolgt jedes Jahr zum Auftakt der Jazzopen Stuttgart im SpardaWelt Eventcenter in Stuttgart. Begleitend zur Preisverleihung findet ein Konzert des Preisträgers vor Ort statt.
Zur Jury gehören der Fernsehmoderator und Jazzliebhaber Markus Brock, der Chefredakteur des Magazins Neue Musikzeitung Andreas Kolb, der Geschäftsführer der Eventagentur Opus Jürgen Schlensog sowie der Stiftungsratsvorsitzende der Stiftung Kunst und Kultur der Sparda-Bank Baden-Württemberg Martin Hettich.
Die Idee zur Vergabe der Trophäe wurde im Jahr 2001 von der Kulturgesellschaft Musik und Wort e. V. Stuttgart ins Leben gerufen.

## Preisträger
- 2001: Erwin Lehn
- 2002: Paul Kuhn
- 2003: Wolfgang Dauner
- 2004: Toots Thielemans
- 2005: Kenny Wheeler
- 2006: Dick Hyman
- 2007: Jean-Luc Ponty[1]
- 2008: Hugo Strasser[2]
- 2009: Carla Bley[3]
- 2010: Jacques Loussier[4]
- 2011: Dave Holland[5]
- 2012: Monty Alexander[6]
- 2013: Lee Konitz[7]
- 2014: Chris Barber[8]
- 2015: Ralph Towner[9]
- 2016: Klaus Doldinger[10]
- 2017: Abdullah Ibrahim[11]
- 2018: Rolf und Joachim Kühn[12]
- 2019: Dee Dee Bridgewater[13]
- 2020/2022: Arturo Sandoval[14]
- 2023: Steve Turre[15]
- 2024: Billy Cobham[16]
- 2025: Dianne Reeves